# Arba’a Turim
Arba’a Turim (hebräisch ארבעה טורים, kurz: Tur) ist ein halachischer Kodex von Jakob ben Ascher. Der Titel bedeutet wörtlich „Vier Reihen“ und ist an den Aufbau der Brustplatte des Hohepriesters (siehe dazu auch Urim und Tummim) angelehnt. Das Werk ist in vier Teile gegliedert. Entstanden ist es wahrscheinlich in der ersten Hälfte des 14. Jahrhunderts.

## Aufbau
- Orach Chajim, hebräisch אורח חיים d. h. „Weg zum Leben“, enthält 697 Paragraphen über Segenssprüche, Gebete, den Schabbat und jüdische Feiertage.
- Jore De’a, hebräisch יורה דעה, d. h., „er lehrt Kenntnis“ bzw. „Lehrer der Erkenntnis“, behandelt in 403 Paragraphen jüdische Speise- und Reinigungsgesetze, Trauergesetze sowie Vorschriften über Wucher und Götzendienst.
- Ewen Ha-Eser, hebräisch אבן העזר, d. h. „Stein der Hilfe“ (biblischer Ort, 1 Sam 7,12) enthält 178 Paragraphen über die Ehegesetze.
- Choschen Mischpat, hebräisch חושן משפט, d. h. „Brustschild des Rechts“ behandelt in 427 Paragraphen das gesamte Zivil- und Kriminalrecht.

Jakob ben Ascher zog als Grundlage des Werks das Sefer Ha-halachot von Isaak Alfasi heran. Die Inhalte glich er mit den Ansichten Maimonides' und der Tosafisten ab. Das Werk enthält nur Themen, die für das jüdische Leben in der Diaspora von Belang sind.
Das Werk ist in späteren Jahrhunderten vielfach weiter kommentiert worden und bildet die Grundlage des Schulchan Aruch von Josef Karo. Den Arba’a Turim folgt der Schulchan Aruch in seiner Einteilung in vier große Themengebiete.

Abschnitt (טוּר) Orach Chajim (אורח חיים), „Weg zum Leben“ Segenssprüche, Gebete, Sabbat und jüdische Feiertage (Titelblatt)
Abschnitt (טוּר) Jore De’a (יורה דעה), „Lehrer der Erkenntnis“ Speise- u. Reinigungsgesetze, Trauergesetze, Wucher u. Götzendienst (Titelblatt)
Abschnitt (טוּר) Ewen Ha-Eser (אבן העזר), „Stein der Hilfe“ Ehegesetze (Titelblatt)
Abschnitt (טוּר) Choschen Ha-Mischpat (חושן משפט), „Brustschild des Rechts“ Zivil- und Kriminalrecht (Titelblatt)
Abschnitt (טוּר) Choschen Ha-Mischpat (חושן משפט), „Brustschild des Rechts“ Zivil- und Kriminalrecht (Seite 1).
Abschnitt (טוּר) Orach Chajim (אורח חיים), „Weg zum Leben“ Segenssprüche, Gebete, den Schabbat und jüdische Feiertage